# Crocefieschi
Crocefieschi (ligur nyelven A Croxe) település Olaszországban, Liguria régióban, Genova megyében. Lakosainak száma 518 fő (2023. január 1.). Crocefieschi Busalla, Savignone, Valbrevenna és Vobbia községekkel határos.

## Népesség
A település lakossága az elmúlt években az alábbi módon változott:
| Lakosok száma | 545  | 541  | 518  |
|               | 2017 | 2018 | 2023 |